# Neumarkt-Sankt Veit–Landshut-vasútvonal
A Neumarkt-Sankt Veit–Landshut-vasútvonal egy normál nyomtávolságú, egyvágányú, nem villamosított vasútvonal Németországban Neumarkt-Sankt Veit és Landshut között. A vasútvonal hossza 38,9 km, engedélyezett sebesség 120 km/h. A vasútvonal 1880. február 1-jén nyílt meg.

## Forgalom
2007-ig a DB Regio DB 628 sorozatú motorvonatai közlekedtek rajta, később ezeket a DB 218 sorozatú dízelmozdonyból és négy emeletes személykocsiból összeállított szerelvények váltották le.